# Grad Gvozdansko
Grad Gvozdansko (hrvaško: Utvrda Gvozdansko,) je bil grad ali trdnjava, ki so jo v drugi polovici 15. stoletja zgradili hrvaški plemiči Zrinski na hribu med mesti Dvor in Glino ter nedaleč od gradu Zrin v osrednji  Hrvaški. 

## Zgodovina
Grad ali trdnjava je v pisnih virih prvič omenjen leta 1488. V njem je Nikola III. Zrinski imel  topilnico, livarno in kovnico denarja. Nikola III. Zrinski in njegov sin Nikola Šubić Zrinski so zato pogosto zahajali v Gvozdansko, da bi kontolirali rudnike in kovnico denarja.
Trdnjavo so poskušali večkrat osvojiti Turki. Gvozdansko je bilo v resni nevarnosti leta 1556, ko so Novigrad (današnji Dvor na Uni) osvojili Turki. V naslednjih letih so Turki izvedli tri velike napade. Prvega je izvedel leta 1561 Malkoč-beg, leta 1574 Ferhad-beg ter 1576 Kapidži-paša. Zadnje obleganje so Turki izvedli pod vodstvom Ferhat-paše Sokolovića z 10.000 vojaki. Obleganje je trajalo od 3. oktobra 1577 do 13. januarja 1578. Glede na predhodna je bilo znatno boljše pripravljeno. Priprave na to so se začele jeseni 1577 in so trajale do zime 1578. Tokrat je bilo obleganje načrtovano veliko bolje. Turški general (paša) je dal poleti zgraditi most čez Uno pri Novigradu. To je pomenilo, da so pred trdnjavo lahko prepeljali tudi topništvo in oblegalne stroje. General Ferhad-Beg je za to akcijo zbral okoli 5.000 (ali 10.000) vojakov. Od 3. oktobra 1577 je bila trdnjava obkrožena in odrezana od okolice. Turki so začeli osvajati okoliške hrvaške vasi in vojaške utrdbe: Kladušo, Pećigrad, Podzvizd, Ostrožac, Drežnik in Zrin. Šele potem, ko so bile te trdnjave zavzete, so se obrnili proti Gvozdanskem, ki ga je branilo okoli 300 Hrvatov, od tega le okoli 50 vojakov, 4 kapetani (kapetani gradu) in mušketirji iz Kranjske, ostali pa so bili rudarji iz okolice, ženske in otroci. Štirje kapetani so bili Damjan Doktorović, Juraj Gvozdanović, Nikola Ožegović in Andrija Stipšić. Po približno treh mesecih obleganja je grajski posadki zmanjkalo hrane in drv. Po takratnih običajih se vojne operacije niso izvajale pozimi. Ferhad-Beg pa se je takrat odločil za nenavadno odločitev, da bo obleganje nadaljeval kljub nastopu zime. Na božič, 25. decembra 1577, je branilcem v gradu ponudil predajo. Ko so ti to zavrnili, se je na trdnjavo začel hud topniški napad, ki je ubil številne branilce. Čeprav so bili lačni in močno številčno oslabljeni, so branilci pozneje zavrnili naslednje ultimatume. 9. januarja 1578 je hrane popolnoma zmanjkalo in Ferhad-Beg je branilcem še zadnjič ponudil, naj se predajo. To so branilci znova zavrnili. V naslednjih treh dneh je general trikrat poskušal vdrti v trdnjavo. Vsakič pa so branilci napad odbili. Ko so Turki po močni kanonadi 13. januarja 1576 začeli napad četrti dan, ni bilo več nobenega odpora. Ni bilo slišati strelov in vsi taborni ognjih so bili ugasnjeni. Ko jim je malo kasneje uspelo odpreti glavna vrata, je bila slika tragična: vsi branilci so bili mrtvi, večinoma zmrznjeni do smrti ali od lakote ali zaradi ran. V trdnjavi ni bilo hrane, drv, vode ali streliva. Pogumna grajska posadka je raje umrla kot se predala. 
Istega leta so krščanske čete ponovno zavzele Gvozdansko, Zrin, Novigrad in druge trdnjave zahodno od Une ter odgnale čete Ferhad-Bega na vzhodno stran Une. Vendar je v vrstah krščanskih čet prišlo do epidemije kolere, tako da se je Ferhad-Beg lahko vrnil s svojimi četami. Za vojaške uspehe je bil Ferhad-Beg Sokolović imenovan za pašo v Banja Luki. 
Ta bitka zavzema v hvaški vojni zgodovini posebno mesto poleg bitke za Siget leta 1566, kjer so se izkazale hrvaške sile pod vodstvom Nikole Šubića Zrinskega.